# Kalannie
Kalannie is een plaats in de regio Wheatbelt in West-Australië.

## Geschiedenis
Bij aanvang van de Europese kolonisatie vormde de streek een grensgebied tussen de leefgebieden van de Balardong Nyungah en de Kalamaia. Er lag een mijn waar de Aborigines witte stenen voor hun messen en speren dolven.
In de tweede helft van de 19e eeuw waren de schapenhoeders van de abdij van New Norcia de eerste Europeanen die de streek aandeden. Rondom Kalannie werden ook sandelhoutsnijders actief en later legden arbeiders er de nr.2 rabbit-proof fence aan. Rond 1907 verkenden de eerste Europeanen, met het oog op de ontwikkeling van landbouw en veeteelt, de streek. Twee jaar later arriveerden de eerste kolonisten er. Het plaatsje Kalannie werd in 1929 officieel gesticht. De plaatsnaam is Aborigines van oorsprong en betekende iets als "waar we witte stenen voor speren halen".
In 1929 werd een dam aangelegd. De dam zou Kalannie tot 1965 van water voorzien. Nog in 1929 opende een winkel. De spoorweg vanuit Goomalling, over Dowerin, Cadoux en Burakin, bereikte Kalannie. In 1932 werd, om graan in bulk te kunnen vervoeren, beslist twee graanzuigers aan een nevenspoor te plaatsen.
In 1953 werden in Kalannie een basisschooltje en een CWA-centrum rechtgetrokken. De gemeenschapszaal van Kalannie, de 'Kalannie Hall', werd in 1971 gebouwd.

## 21e eeuw
Kalannie maakt deel uit van het lokale bestuursgebied (LGA) Shire of Dalwallinu, een landbouwdistrict. Het is een verzamel- en ophaalpunt voor de oogst van de in de streek bij de Co-operative Bulk Handling Group aangesloten graanproducenten.
Kalannie heeft een gemeenschapszaal, een 'Community Resource Centre' (CRC), een basisschool, een camping en enkele sportfaciliteiten. In 2021 telde Kalannie 147 inwoners tegenover 287 in 2006.

## Toerisme
Rondom Kalannie liggen enkele picknickplaatsen, waaronder Petrudor Rocks, waar men wilde bloemen kan waarnemen. De historische rabbit-proof fence loopt langs Kalannie.

## Transport
Kalannie ligt op het kruispunt van de Pithara Road en de Dalwallinu - Kalannie Road, die beide in verbinding staan met de Great Northern Highway. Het ligt 259 kilometer ten noordoosten van de West-Australische hoofdstad Perth, 127 kilometer ten noordnoordoosten van Goomalling en 45 kilometer ten oosten van Dalwallinu, de hoofdplaats van het lokale bestuursgebied waarvan Kalannie deel uitmaakt.
De spoorweg die door Kalannie loopt maakt deel uit van het goederenspoorwegnetwerk van Arc Infrastructure.
Nabij Kalannie ligt een startbaan: Kalannie Airport (ICAO: YKAE).

## Klimaat
Kalannie kent een warm steppeklimaat, BSh volgens de klimaatclassificatie van Köppen. De gemiddelde jaarlijkse temperatuur bedraagt er 18,7 °C en de gemiddelde jaarlijkse neerslag ligt rond 331 mm.